# Mohun Bagan Super Giant 2024-2025
Questa voce raccoglie le informazioni riguardanti il Mohun Bagan Super Giant nelle competizioni ufficiali della stagione 2024-2025.

## Maglie e sponsor
| Casa | Trasferta |

## Organico

### Rosa
| N. |                      | Ruolo | Calciatore             |
| -- | -------------------- | ----- | ---------------------- |
| 1  | India (bandiera)     | P     | Vishal Kaith           |
| 2  | India (bandiera)     | D     | Sumit Rathi            |
| 3  | India (bandiera)     | D     | Raj Basfore            |
| 4  | India (bandiera)     | D     | Sahil Inamdar          |
| 5  | Scozia (bandiera)    | D     | Tom Aldred             |
| 6  | India (bandiera)     | C     | Anirudh Thapa          |
| 9  | Australia (bandiera) | A     | Dimitri Petratos       |
| 10 | Scozia (bandiera)    | A     | Greg Stewart           |
| 11 | India (bandiera)     | A     | Manvir Singh           |
| 12 | India (bandiera)     | P     | Dheeraj Singh          |
| 13 | India (bandiera)     | C     | Ningombam Engson Singh |
| 15 | India (bandiera)     | D     | Subashish Bose         |
| 16 | India (bandiera)     | C     | Abhishek Suryavanshi   |
| 17 | India (bandiera)     | A     | Liston Colaco          |
| 18 | India (bandiera)     | C     | Sahal Abdul Samad      |
| 19 | India (bandiera)     | C     | Ashique Kuruniyan      |

| N. |                      | Ruolo | Calciatore           |
| -- | -------------------- | ----- | -------------------- |
| 21 | Spagna (bandiera)    | D     | Alberto              |
| 22 | India (bandiera)     | D     | Deepak Tangri        |
| 24 | India (bandiera)     | P     | Syed Zahid           |
| 27 | India (bandiera)     | A     | Md. Fardin Ali Molla |
| 29 | Australia (bandiera) | A     | Jamie Maclaren       |
| 30 | India (bandiera)     | A     | Taison Singh         |
| 31 | India (bandiera)     | P     | Arsh Shaikh          |
| 32 | India (bandiera)     | D     | Dippendu Biswas      |
| 33 | India (bandiera)     | C     | Glan Martins         |
| 35 | Australia (bandiera) | A     | Jason Cummings       |
| 36 | India (bandiera)     | D     | Amandeep Vrish Bhan  |
| 44 | India (bandiera)     | D     | Asish Rai            |
| 45 | India (bandiera)     | C     | Lalengmawia          |
| 72 | India (bandiera)     | A     | Suhail Bhat          |
| 77 | India (bandiera)     | D     | Ravi Rana            |

### Altri giocatori
| N. |                       | Ruolo | Calciatore |
| -- | --------------------- | ----- | ---------- |
|    | Portogallo (bandiera) | D     | Nuno Reis  |

### Staff tecnico
- José Francisco Molina - Allenatore
- Igor Taševski - Vice allenatore
- Bastob Roy - Vice allenatore / Allenatore riserve
- Sergio Garcia Toribio - Preparatore atletico

## Calciomercato
| Acquisti | Acquisti               | Acquisti         | Acquisti   |
| R.       | Nome                   | da               | Modalità   |
| -------- | ---------------------- | ---------------- | ---------- |
| P        | Vishal Kaith           |                  |            |
| P        | Dheeraj Singh          |                  | Svincolato |
| P        | Arsh Shaikh            |                  |            |
| P        | Syed Zahid             |                  |            |
| D        | Dippendu Biswas        |                  |            |
| D        | Subashish Bose         |                  |            |
| D        | Deepak Tangri          |                  |            |
| D        | Asish Rai              |                  |            |
| D        | Ravi Rana              |                  |            |
| D        | Sumit Rathi            |                  |            |
| D        | Tom Aldred             | Brisbane Roar    | Definitivo |
| D        | Alberto                | Persib           | Definitivo |
| D        | Raj Basfore            | Mohun Bagan SG B | Definitivo |
| D        | Nuno Reis              |                  | Svincolato |
| C        | Salahudheen Adnan      | Muthoot FA       | Definitivo |
| C        | Abhishek Suryavanshi   |                  |            |
| C        | Lalengmawia            | Mumbai City      | Definitivo |
| C        | Glan Martins           |                  |            |
| C        | Anirudh Thapa          |                  |            |
| C        | Ningombam Engson Singh |                  |            |
| C        | Abhishek Suryavanshi   |                  |            |
| C        | Ashique Kuruniyan      |                  |            |
| C        | Sahal Abdul Samad      |                  |            |
| A        | Dimitri Petratos       |                  |            |
| A        | Jason Cummings         |                  |            |
| A        | Md. Fardin Ali Molla   |                  |            |
| A        | Suhail Bhat            |                  |            |
| A        | Manvir Singh           |                  |            |
| A        | Liston Colaco          |                  |            |
| A        | Greg Stewart           | Kilmarnock       | Definitivo |
| A        | Jamie Maclaren         |                  | Svincolato |
| A        | Taison Singh           | Mohun Bagan SG B | Definitivo |

| Cessioni | Cessioni           | Cessioni   | Cessioni      |
| R.       | Nome               | a          | Modalità      |
| -------- | ------------------ | ---------- | ------------- |
| P        | Debnath Mondal     | Delhi      | Definitivo    |
| D        | Brendan Hamill     |            | Svincolato    |
| D        | Héctor Yuste       |            | Svincolato    |
| D        | Anwar Ali          | Delhi      | Fine prestito |
| C        | Lalrinliana Hnamte | Chennaiyin | Definitivo    |
| C        | Hugo Boumous       | Odisha     | Definitivo    |
| C        | Joni Kauko         |            | Svincolato    |
| A        | Kiyan Nassiri      | Chennaiyin | Definitivo    |
| A        | Armando Sadiku     | FC Goa     | Prestito      |

### Mercato invernale
| Acquisti | Acquisti      | Acquisti | Acquisti   |
| R.       | Nome          | da       | Modalità   |
| -------- | ------------- | -------- | ---------- |
| D        | Sahil Inamdar | Geno     | Definitivo |

| Cessioni | Cessioni    | Cessioni | Cessioni   |
| R.       | Nome        | a        | Modalità   |
| -------- | ----------- | -------- | ---------- |
| D        | Sumit Rathi |          | Svincolato |

## Risultati

### Indian Super League
| Arbitro: | Kundu H. |

|                                    |           |                           |
| Manvir Singh 9’ (A.g.) Alberto 28’ | Marcatori | 70’ Tiri 90’ Thaer Krouma |

| Arbitro: | Mohamed J. |

|                                                           |           |                                                |
| Dippendu Biswas 10’ Subashish Bose 61’ Jason Cummings 87’ | Marcatori | 4’ Mohammed Ali Bemammer 24’ Alaeddine Ajaraie |

| Arbitro: | Purkayastha A. |

|                                                                   |           |  |
| Édgar Méndez 9’ Suresh Singh Wangjam 20’ Sunil Chhetri 51’ (Rig.) | Marcatori |  |

| Calcutta 5 ottobre 2024, ore 16:00 UTC+5:30 4ª giornata                                 | Mohun Bagan SG | 3 – 0 referto | Mohammedan | Salt Lake Stadium |
| \| \| \| \| \| Jamie Maclaren 8’ Subashish Bose 31’ Greg Stewart 36’ \| Marcatori \| \| |                |               |            |                   |
|                                                                                         |                |               |            |                   |
| Jamie Maclaren 8’ Subashish Bose 31’ Greg Stewart 36’                                   | Marcatori      |               |            |                   |

| Arbitro: | Nagvenkar T. |

|  |           |                                                |
|  | Marcatori | 41’ Jamie Maclaren 89’ (Rig.) Dimitri Petratos |

| Arbitro: | Kumar Gupta R. |

|  |           |                                     |
|  | Marcatori | 37’ Manvir Singh 56’ Subashish Bose |

| Bhubaneswar 10 novembre 2024, ore 15:00 UTC+5:30 8ª giornata       | Odisha    | 1 – 1 referto    | Mohun Bagan SG | Kalinga Stadium (10 814 spett.) |
| \| \| \| \| \| Hugo Boumous 4’ \| Marcatori \| 36’ Manvir Singh \| |           |                  |                |                                 |
|                                                                    |           |                  |                |                                 |
| Hugo Boumous 4’                                                    | Marcatori | 36’ Manvir Singh |                |                                 |

| Arbitro: | Venkatesh R. |

|                                                       |           |  |
| Tom Aldred 15’ Liston Colaco 45+2’ Jamie Maclaren 75’ | Marcatori |  |

| Arbitro: | Kundu H. |

|                    |           |  |
| Jason Cummings 86’ | Marcatori |  |

| Arbitro: | Purkayastha A. |

|  |           |                                    |
|  | Marcatori | 65’ Manvir Singh 71’ Liston Colaco |

| Arbitro: | Venkatesh R. |

|                                                     |           |                                     |
| Jamie Maclaren 33’ Jason Cummings 86’ Alberto 90+5’ | Marcatori | 51’ Jesús Jiménez 77’ Miloš Drinčić |

| Arbitro: | John C. |

|                           |           |                             |
| Brison Fernandes 12’, 68’ | Marcatori | 55’ (Rig.) Dimitri Petratos |

| Arbitro: | Kumar Gupta R. |

|                   |           |                                            |
| Ricky Shabong 12’ | Marcatori | 48’, 69’ Alberto 64’ (Rig.) Jamie Maclaren |

| Arbitro: | Kundu H. |

|                                                          |           |  |
| Stefan Šapić 9’ (A.g.) Tom Aldred 41’ Jason Cummings 51’ | Marcatori |  |

| Arbitro: | Venkatesh R. |

|                   |           |  |
| Jamie Maclaren 2’ | Marcatori |  |

| Arbitro: | Nathan S. |

|                 |           |                    |
| Stephen Eze 60’ | Marcatori | 25’ Subashish Bose |

| Chennai 21 gennaio 2025, ore 15:00 UTC+5:30 18ª giornata | Chennaiyin   | 0 – 0 referto | Mohun Bagan SG | Marina Arena\| Arbitro: \| Nagvenkar T. \| |
| Arbitro:                                                 | Nagvenkar T. |               |                |                                            |

| Arbitro: | Kumar Gupta R. |

|                   |           |  |
| Liston Colaco 74’ | Marcatori |  |

| Arbitro: | Purkayastha A. |

|  |           |                                               |
|  | Marcatori | 12’, 43’ Subashish Bose 20’, 53’ Manvir Singh |

| Arbitro: | John C. |

|                                          |           |  |
| Jamie Maclaren 56’, 90’ Greg Stewart 63’ | Marcatori |  |

| Arbitro: | Venkatesh R. |

|  |           |                                     |
|  | Marcatori | 28’, 40’ Jamie Maclaren 67’ Alberto |

| Arbitro: | Kundu H. |

|                        |           |  |
| Dimitri Petratos 90+3’ | Marcatori |  |

| Arbitro: | Nagvenkar T. |

|                                          |           |                                         |
| Jon Toral 57’ Nathan Asher Rodrigues 89’ | Marcatori | 33’ Jamie Maclaren 42’ Dimitri Petratos |

| Arbitro: | Kumar Gupta R. |

|                                                    |           |  |
| Boris Singh Thangjam 62’ (A.g.) Greg Stewart 90+4’ | Marcatori |  |

Il derby di Calcutta dell'11 gennaio 2025 è stato spostato alla città di Guwahati.

#### Andamento in campionato
| Giornata  | 1 | 2 | 3 | 4 | 5 | 6 | 7 | 8 | 9 | 10 | 11 | 12 | 13 | 14 | 15 | 16 | 17 | 18 | 19 | 20 | 21 | 22 | 23 | 24 | 25 | 26 |
| --------- | - | - | - | - | - | - | - | - | - | -- | -- | -- | -- | -- | -- | -- | -- | -- | -- | -- | -- | -- | -- | -- | -- | -- |
| Luogo     | C | C | T | C | T | X | T | T | C | C  | T  | C  | T  | T  | C  | C  | T  | T  | C  | T  | C  | T  | C  | T  | X  | C  |
| Risultato | N | V | P | V | V | X | V | N | V | V  | V  | V  | P  | V  | V  | V  | N  | N  | V  | V  | V  | V  | V  | N  | X  | V  |
| Posizione | 6 | 4 | 8 | 4 | 3 | 4 | 2 | 2 | 2 | 1  | 1  | 1  | 1  | 1  | 1  | 1  | 1  | 1  | 1  | 1  | 1  | 1  | 1  | 1  | 1  | 1  |

Legenda:

Luogo: C = Casa; T = Trasferta. Risultato: V = Vittoria; N = Pareggio; P = Sconfitta.

#### Semifinale
| Arbitro: | Kumar A. |

|                                         |           |                    |
| Javier Siverio 24’ Javi Hernández 90+1’ | Marcatori | 37’ Jason Cummings |

| Arbitro: | Nagvenkar T. |

|                                             |           |  |
| Jason Cummings 51’ (Rig.) Lalengmawia 90+4’ | Marcatori |  |

#### Finale
| Calcutta 12 aprile 2025, ore 16:00 UTC+5:30                                                       | Mohun Bagan SG | 2 – 1 (d.t.s.) referto | Bengaluru | Salt Lake Stadium |
| \| \| \| \| \| Jason Cummings 72’ (Rig.) Jamie Maclaren 96’ \| Marcatori \| 49’ (A.g.) Alberto \| |                |                        |           |                   |
|                                                                                                   |                |                        |           |                   |
| Jason Cummings 72’ (Rig.) Jamie Maclaren 96’                                                      | Marcatori      | 49’ (A.g.) Alberto     |           |                   |

| Mohun Bagan SG | Bengaluru |

|                       |    |                      |       |      |
|                       |    |                      |       |      |
| GK                    | 1  | Vishal Kaith         |       |      |
| RB                    | 44 | Asish Rai            |       |      |
| CB                    | 5  | Tom Aldred           |       |      |
| CB                    | 21 | Alberto              |       |      |
| LB                    | 15 | Subashish Bose (c)   |       | 91’  |
| CM                    | 6  | Anirudh Thapa        |       | 62’  |
| CM                    | 45 | Lalengmawia          | 90+3’ |      |
| RW                    | 17 | Liston Colaco        |       | 62’  |
| AM                    | 35 | Jason Cummings       |       | 81’  |
| LW                    | 11 | Manvir Singh         |       |      |
| CF                    | 29 | Jamie Maclaren       |       | 102’ |
| A disposizione:       |    |                      |       |      |
| FW                    | 72 | Suhail Bhat          |       |      |
| DF                    | 32 | Dippendu Biswas      |       |      |
| MF                    | 19 | Ashique Kuruniyan    | 113’  | 62’  |
| FW                    | 9  | Dimitri Petratos     |       | 102’ |
| MF                    | 18 | Sahal Abdul Samad    |       | 62’  |
| GK                    | 12 | Dheeraj Singh        |       |      |
| FW                    | 10 | Greg Stewart         | 111’  | 81’  |
| MF                    | 16 | Abhishek Suryavanshi |       |      |
| DF                    | 22 | Deepak Tangri        | 106’  | 91’  |
| Allenatore            |    |                      |       |      |
| José Francisco Molina |    |                      |       |      |

|                 |    |                       |      |      |
|                 |    |                       |      |      |
| GK              | 1  | Gurpreet Singh Sandhu |      |      |
| RB              | 25 | Namgyal Bhutia        |      | 60’  |
| CB              | 2  | Rahul Bheke           |      |      |
| CB              | 4  | Chinglensana Singh    |      |      |
| LB              | 32 | Naorem Roshan Singh   |      | 91’  |
| CM              | 10 | Alberto Noguera       |      |      |
| CM              | 18 | Pedro Capó            | 89’  |      |
| CM              | 8  | Suresh Singh Wangjam  |      |      |
| RW              | 7  | Ryan Dale Williams    |      | 114’ |
| CF              | 17 | Édgar Méndez          |      | 68’  |
| LW              | 11 | Sunil Chhetri (c)     |      |      |
| A disposizione: |    |                       |      |      |
| MF              | 23 | Lalremtluanga Fanai   |      | 60’  |
| DF              | 5  | Aleksandar Jovanović  |      |      |
| FW              | 9  | Sivasakthi Narayanan  | 119’ | 114’ |
| MF              | 6  | Harsh Patre           |      |      |
| FW              | 30 | Jorge Pereyra Díaz    | 85’  | 68’  |
| GK              | 28 | Lalthuammawia Ralte   |      |      |
| DF              | 12 | Mohamed Salah         |      | 91’  |
| DF              | 29 | Chingambam Sing       |      |      |
| MF              | 31 | Vinith Venkatesh      |      |      |
| Allenatore:     |    |                       |      |      |
| Gerard Zaragoza |    |                       |      |      |

### Super Cup

#### Ottavi di finale
| Bhubaneswar 20 aprile 2025, ore 16:30 UTC+5:30 | Mohun Bagan SG | – referto | Churchill Brothers | Kalinga Stadium |

Il Churchill Brothers ha annunciato che si sarebbe ritirato dalla Supercoppa, citando "un trattamento ingiusto verso i club I-League", garantendo al Mohun Bagan un accesso diretto ai quarti di finale.

#### Quarti di finale
| Bhubaneswar 26 aprile 2025, ore 13:00 UTC+5:30                                              | Kerala Blasters | 1 – 2 referto                         | Mohun Bagan SG | Kalinga Stadium (1 103 spett.) |
| \| \| \| \| \| Sreekuttan MS 90+4’ \| Marcatori \| 22’ Sahal Abdul Samad 51’ Suhail Bhat \| |                 |                                       |                |                                |
|                                                                                             |                 |                                       |                |                                |
| Sreekuttan MS 90+4’                                                                         | Marcatori       | 22’ Sahal Abdul Samad 51’ Suhail Bhat |                |                                |

#### Semifinali
| Bhubaneswar 30 aprile 2025, ore 13:00 UTC+5:30                                                                       | Mohun Bagan SG | 1 – 3 referto                                                      | FC Goa | Kalinga Stadium |
| \| \| \| \| \| Suhail Bhat 24’ \| Marcatori \| 20’ Brison Fernandes 51’ (Rig.) Iker Guarrotxena 58’ Borja Herrera \| |                |                                                                    |        |                 |
| |                |                                                                    |        |                 |
| Suhail Bhat 24’ | Marcatori      | 20’ Brison Fernandes 51’ (Rig.) Iker Guarrotxena 58’ Borja Herrera |        |                 |

### AFC Champions League Two
| Calcutta 18 settembre 2024, ore 16:00 UTC+5:30 1ª giornata | Mohun Bagan SG | 0 – 0 referto | Ravšan | Salt Lake Stadium\| Arbitro: \| Eisa M. A. \| |
| Arbitro:                                                   | Eisa M. A.     |               |        |                                               |

| Tabriz 2 ottobre 2024, ore 18:00 UTC+3:30 2ª giornata | Tractor | – referto | Mohun Bagan SG | Stadio Yadegar-e-Emam |

| Calcutta 23 ottobre 2024, ore 16:00 UTC+5:30 3ª giornata | Mohun Bagan SG | – referto | Al-Wakrah | Salt Lake Stadium |

| Al Wakrah 6 novembre 2024, ore 17:00 UTC+3 4ª giornata | Al-Wakrah | – referto | Mohun Bagan SG | Stadio Al-Janoub |

| Kūlob 27 novembre 2024, ore UTC+5 5ª giornata | Ravšan | – referto | Mohun Bagan SG | Langari Langarieva Stadium |

| Calcutta 4 dicembre 2024, ore UTC+5:30 6ª giornata | Mohun Bagan SG | – referto | Tractor | Salt Lake Stadium |

Il Mohun Bagan Super Giant avrebbe dovuto giocare fuoricasa contro il Tractor il 2 ottobre 2024 ma per ragioni di sicurezza la squadra ha deciso di non presentarsi in Iran il giorno della partita, chiedendo il rinvio all'AFC. Per tale motivo la squadra è stata esclusa dalla competizione e le partite disputate sono state considerate nulle.

#### Andamento in campionato
| Giornata  | 1 | 2 | 3 | 4 | 5 | 6 |
| --------- | - | - | - | - | - | - |
| Luogo     | C | T | C | T | T | C |
| Risultato | N |   |   |   |   |   |
| Posizione | 2 |   |   |   |   |   |

Legenda:

Luogo: C = Casa; T = Trasferta. Risultato: V = Vittoria; N = Pareggio; P = Sconfitta.

### Durand Cup
| Arbitro: | Crystal John |

|                 |           |  |
| Suhail Bhat 73’ | Marcatori |  |

| Arbitro: | Aditya Purkayastha |

|                                                                                              |           |  |
| Jason Cummings 4’, 76’ Tom Aldred 10’ Liston Colaco 38’ Anirudh Thapa 65’ Greg Stewart 90+1’ | Marcatori |  |

| Calcutta 2024, ore 15:30 UTC+5:30 3ª giornata | Mohun Bagan SG | – Cancellata referto | East Bengal | Salt Lake Stadium\| Arbitro: \| Harish Kundu \| |
| Arbitro:                                      | Harish Kundu   |                      |             |                                                 |

La partita tra Mohun Bagan Super Giant ed East Bengal, che si sarebbe dovuta giocare il 18 agosto 2024, è stata cancellata per motivi di sicurezza. I punti sono stati suddivisi tra le due squadre.

#### Andamento in campionato
| Giornata  | 1 | 2 | 3 |  |
| --------- | - | - | - |  |
| Luogo     | C | C | C |  |
| Risultato | V | V | N |  |
| Posizione | 2 | 1 | 1 |  |

Legenda:

Luogo: C = Casa; T = Trasferta. Risultato: V = Vittoria; N = Pareggio; P = Sconfitta.

#### Quarti di finale
| Arbitro: | Mrutyunjay L Amatya |

|                                                      |                      |                                                             |
| Greg Stewart 44’ Manvir Singh 48’ Jason Cummings 79’ | Marcatori            | 17’ (Rig.) Luka Majcen 63’ Filip Mrzljak 71’ Ezequiel Vidal |
| Cummings Manvir Colaco Petratos Stewart Bose Aldred  | Tiri di rigore 6 – 5 | Rai Vidal Bakenga Mrzljak Novoselec Assisi Denechandra      |

### Semifinali
| Arbitro: | Venkatesh R |

|                                               |                      |                                               |
| Dimitri Petratos 68’ (Rig.) Anirudh Thapa 84’ | Marcatori            | 43’ (Rig.) Sunil Chhetri 50’ Vinith Venkatesh |
| Cummings Manvir Colaco Petratos Stewart       | Tiri di rigore 4 – 3 | Méndez Bheke Capó Narzary Jovanović           |

### Finale
| Arbitro: | Harish Kundu |

|                                                                   |                      |                                                                           |
| Alaeddine Ajaraie 55’ Guillermo Fernández 58’                     | Marcatori            | 11’ (Rig.) Jason Cummings 45+5’ Sahal Abdul Samad                         |
| Guillermo Fernández Míchel Zabaco Parthib Gogoi Alaeddine Ajaraie | Tiri di rigore 4 – 3 | Jason Cummings Manvir Singh Liston Colaco Dimitri Petratos Subashish Bose |

| NorthEast United | Mohun Bagan Super Giant |

|                   |    |                        |     |     |
|                   |    |                        |     |     |
| GK                | 1  | Gurmeet Singh          |     |     |
| RB                | 2  | Dinesh Singh           | 57’ | 82’ |
| CB                | 3  | Tondonba Singh         |     |     |
| CB                | 4  | Míchel Zabaco (c)      |     |     |
| LB                | 12 | Asheer Akhtar          | 86’ |     |
| RM                | 5  | Hamza Regragui         | 10’ | 46’ |
| CM                | 6  | Mohammed Ali Bemammer  | DP’ | 31’ |
| CM                | 13 | Mayakkannan Muthu      | 36’ |     |
| LM                | 19 | Thoi Singh             |     | 46’ |
| FW                | 14 | Alaeddine Ajaraie      |     |     |
| FW                | 18 | Jithin MS              |     | 72’ |
| A disposizione:   |    |                        |     |     |
| FW                |    | Guillermo Fernández    |     | 46’ |
| FW                |    | Néstor Albiach         |     | 31’ |
| FW                |    | Parthib Gogoi          |     | 72’ |
| FW                |    | Macarton Louis Nickson |     | 46’ |
| RB                |    | Robin Yadav            |     | 82’ |
| FW                |    | Redeem Tlang           |     |     |
| FW                |    | Bekey Oram             |     |     |
| MF                |    | Phalguni Singh         |     |     |
| GK                |    | Mirshad Michu          |     |     |
| MF                |    | Shighil Nambrath       |     |     |
| Allenatore        |    |                        |     |     |
| Juan Pedro Benali |    |                        |     |     |

|                       |    |                      |  |     |
|                       |    |                      |  |     |
| GK                    | 1  | Vishal Kaith         |  |     |
| DF                    | 21 | Alberto              |  | 39’ |
| DF                    | 15 | Subashish Bose (c)   |  |     |
| DF                    | 5  | Tom Aldred           |  |     |
| RM                    | 45 | Lalengmawia          |  |     |
| CM                    | 18 | Sahal Abdul Samad    |  | 46’ |
| DM                    | 17 | Liston Colaco        |  |     |
| CM                    | 11 | Manvir Singh         |  |     |
| LM                    | 6  | Anirudh Thapa        |  |     |
| FW                    | 35 | Jason Cummings       |  |     |
| FW                    | 10 | Greg Stewart         |  | 61’ |
| A disposizione:       |    |                      |  |     |
| FW                    |    | Dimitri Petratos     |  | 46’ |
| MF                    |    | Abhishek Suryavanshi |  | 61’ |
| DF                    |    | Deepak Tangri        |  |     |
| GK                    |    | Arsh Shaikh          |  |     |
| DF                    |    | Dippendu Biswas      |  |     |
| MF                    |    | Glan Martins         |  |     |
| LB                    |    | Amandeep             |  |     |
| DF                    |    | Asish Rai            |  | 39’ |
| DF                    |    | Saurabh Bhanwala     |  |     |
| FW                    |    | Suhail Bhat          |  |     |
| Allenatore:           |    |                      |  |     |
| José Francisco Molina |    |                      |  |     |

### Calcutta Football League
Nella competizione il Mohun Bagan SG schiera la squadra riserve, allenata da Sanjoy Sen, alla quale sono stati successivamente aggiunti Arsh Shaikh, Glan Martins e Ashique Kuruniyan.

#### Gruppo B
| Barrackpur 2 luglio 2024, ore 11:30 UTC+5:30 2ª giornata                       | Bhawanipore | 1 – 1 referto                | Mohun Bagan SG | Bibhutibhushan Bandopadhyay Stadium |
| \| \| \| \| \| Jiten Murmu 27’ \| Marcatori \| 7’ Sibajit Singh Leimapokpam \| |             |                              |                |                                     |
|                                                                                |             |                              |                |                                     |
| Jiten Murmu 27’                                                                | Marcatori   | 7’ Sibajit Singh Leimapokpam |                |                                     |

| Barrackpur 6 luglio 2024, ore 11:30 UTC+5:30 3ª giornata                                                   | NBP Rainbow | 2 – 2 referto              | Mohun Bagan SG | Bibhutibhushan Bandopadhyay Stadium |
| \| \| \| \| \| Sourav Dasgupta 44’ Rajon Barman 45+1’ (Rig.) \| Marcatori \| 14’, 26’ Suhail Ahmed Bhat \| |             |                            |                |                                     |
| |             |                            |                |                                     |
| Sourav Dasgupta 44’ Rajon Barman 45+1’ (Rig.)                                                              | Marcatori   | 14’, 26’ Suhail Ahmed Bhat |                |                                     |

| Arbitro: | Pranjal Banerjee |

|                   |           |                                    |
| Suhail Bhat 90+5’ | Marcatori | 51’ PV Vishnu 64’ Jesin Thonikkara |

| Calcutta 18 luglio 2024, ore 11:30 UTC+5:30 5ª giornata | Mohun Bagan SG | 1 – 0 referto | Peerless | Salt Lake Stadium |
| \| \| \| \| \| Thumsol Tongsin 23’ \| Marcatori \| \|   |                |               |          |                   |
|                                                         |                |               |          |                   |
| Thumsol Tongsin 23’                                     | Marcatori      |               |          |                   |

| Kalyani 23 luglio 2024, ore 11:30 UTC+5:30 6ª giornata         | Calcutta Police | 1 – 1 referto   | Mohun Bagan SG | Kalyani Stadium |
| \| \| \| \| \| Rabi Das 55’ \| Marcatori \| 40’ Suhail Bhat \| |                 |                 |                |                 |
|                                                                |                 |                 |                |                 |
| Rabi Das 55’                                                   | Marcatori       | 40’ Suhail Bhat |                |                 |

| Calcutta 30 luglio 2024, ore 11:30 UTC+5:30 7ª giornata                                                                          | Mohun Bagan SG | 5 – 1 referto     | Tollygunge Agragami | Salt Lake Stadium |
| \| \| \| \| \| Pritam Khatua 51’ (A.g.) Suhail Bhat 59’, 63’, 70’ Salahudheen Adnan K 90+4’ \| Marcatori \| 76’ Samim Hossain \| |                |                   |                     |                   |
| |                |                   |                     |                   |
| Pritam Khatua 51’ (A.g.) Suhail Bhat 59’, 63’, 70’ Salahudheen Adnan K 90+4’                                                     | Marcatori      | 76’ Samim Hossain |                     |                   |

| Calcutta 2 agosto 2024, ore 11:30 UTC+5:30 8ª giornata                                  | Mohun Bagan SG | 1 – 2 Posticipata al 5 settembre referto | Kalighat | Salt Lake Stadium |
| \| \| \| \| \| Adil Abdulla 52’ \| Marcatori \| 33’ Khanngam Horam 71’ Saikat Sarkar \| |                |                                          |          |                   |
|                                                                                         |                |                                          |          |                   |
| Adil Abdulla 52’                                                                        | Marcatori      | 33’ Khanngam Horam 71’ Saikat Sarkar     |          |                   |

| Calcutta 5 agosto 2024, ore 11:30 UTC+5:30 9ª giornata                                                     | Mohun Bagan SG | 5 – 0 referto | Eastern Railway | Salt Lake Stadium |
| \| \| \| \| \| Fardin Ali Molla 32’ Salahudheen Adnan K 66’, 82’, 90+6’ Raj Basfore 80’ \| Marcatori \| \| |                |               |                 |                   |
| |                |               |                 |                   |
| Fardin Ali Molla 32’ Salahudheen Adnan K 66’, 82’, 90+6’ Raj Basfore 80’                                   | Marcatori      |               |                 |                   |

| Calcutta 11 agosto 2024, ore 11:30 UTC+5:30 10ª giornata                  | Mohun Bagan SG | 1 – 2 referto      | George Telegraph | Salt Lake Stadium |
| \| \| \| \| \| Serto Kom 30’ (Rig.) \| Marcatori \| 52’, 57’ Amit Ekka \| |                |                    |                  |                   |
|                                                                           |                |                    |                  |                   |
| Serto Kom 30’ (Rig.)                                                      | Marcatori      | 52’, 57’ Amit Ekka |                  |                   |

| Calcutta 14 agosto 2024, ore 11:30 UTC+5:30 11ª giornata | Mohun Bagan SG | 0 – 0 referto | Calcutta Customs | Salt Lake Stadium |

| Calcutta 23 agosto 2024, ore 11:30 UTC+5:30 12ª giornata | Mohun Bagan SG | 8 – 1 Rinviata al 25 agosto referto | Railway | Salt Lake Stadium |
| \| \| \| \| \| Serto Worneilen Kom 21’, 34’ (Rig.) Adil Abdulla 23’ Ravi Bahadur Rana 30’ Salahudheen Adnan K 38’, 45+4’ Uttam Hansda 74’ \| Marcatori \| 6’ Rahul Halder \| |                |                                     |         |                   |
| |                |                                     |         |                   |
| Serto Worneilen Kom 21’, 34’ (Rig.) Adil Abdulla 23’ Ravi Bahadur Rana 30’ Salahudheen Adnan K 38’, 45+4’ Uttam Hansda 74’                                                   | Marcatori      | 6’ Rahul Halder                     |         |                   |

| Calcutta 27 agosto 2024, ore 11:30 UTC+5:30 13ª giornata | Mohun Bagan SG | – Rinviata al 2 settembre referto | Police | Salt Lake Stadium |

La partita del 2 agosto contro il Kalighat è stata Posticipata a causa delle condizioni meteorologiche e di gioco sfavorevoli, mentre le partite del 23 e 27 agosto contro Railway e Police sono state rinviate a causa di un conflitto di programmazione con i quarti di finale e la semifinale della Durand Cup.

##### Andamento in campionato
| Giornata  | 1 | 2 | 3 | 4  | 5 | 6 | 7 | 8 | 9 | 10 | 11 | 12 | 13 |
| --------- | - | - | - | -- | - | - | - | - | - | -- | -- | -- | -- |
| Luogo     | X | T | T | C  | C | T | C | C | C | C  | C  | C  | C  |
| Risultato | X | N | N | P  | V | N | V | P | V | P  | N  | V  |    |
| Posizione | 7 | 9 | 9 | 11 | 9 | 7 | 5 | 5 | 7 | 7  | 4  | 6  |    |

Legenda:

Luogo: C = Casa; T = Trasferta. Risultato: V = Vittoria; N = Pareggio; P = Sconfitta.

### Chief Minister's Cup
Il 2 settembre 2024, l'East Bengal e il Mohun Bagan Super Giant giocheranno una partita esibizione del derby di Calcutta per la promozione del calcio nello stato dell'Uttar Pradesh allo stadio KD Singh Babu di Lucknow.
| Arbitro: | Ashwin K. |

|                                  |                      |                                      |
| Suhail Bhat 18’                  | Marcatori            | 72’ Muhammed K. Ashique              |
| Serto Sibajit Adil Castanha Rana | Tiri di rigore 3 – 2 | Tanmay Vishnu Ashique Musharaf Mandi |